# Edna Carrillová
Edna Guadalupe Carrillová Torresová (* 12. listopadu 1991 Guadalajara) je mexická zápasnice – judistka.

## Sportovní kariéra
S judem začala ve 4 letech v rodném Guadalajaře po vzoru starších bratrů. Vrcholově se připravuje v Ciudad de México ve sportovním tréninkovém centru CONADE pod vedením mexických a kubánských trenérů. V mexické ženské reprezentaci se pohybuje od roku 2008 v superlehké váze do 48 kg. V roce 2012 se na olympijské hry v Londýně nekvalifikovala. V roce 2016 dosáhla na panamerickou kontinentální kvótu pro start na olympijských hrách v Riu. Po uvodní výhře nad Turkyní Dilarou Lokmanhekimovou na ippon technikou tai-otoši podlehla ve druhém kole po boji na zemi držením Japonce Ami Kondóové.

### Vítězství na mezinárodních turnajích
- 2012 - 2x světový pohár (San Salvador, Buenos Aires)
- 2014 - 4x světový pohár (Buenos Aires, San Salvador, Santiago, Miami)
- 2015 - 1x světový pohár (Montevideo)
- 2016 - 1x světový pohár (Lima)

## Výsledky
| Olympijské hry          | —   |     |     |     | —  |    |     |     | úč. |     |    |  |  |  |  |  |  |  |  |  |  |  |  |
| Mistrovství světa       |     | úč. | úč. | úč. |    | —  | úč. | úč. |     | úč. | —  |  |  |  |  |  |  |  |  |  |  |  |  |
| Panamerické hry         |     |     |     | 5.  |    |    |     | 3.  |     |     |    |  |  |  |  |  |  |  |  |  |  |  |  |
| Panamerické mistrovství | úč. | 3.  | 3.  | 3.  | 3. | 3. | 3.  | 5.  | 7.  | 2.  | 3. |  |  |  |  |  |  |  |  |  |  |  |  |
| Středoamerické a k. hry |     |     | 1.  |     |    |    | 2.  |     |     |     | 1. |  |  |  |  |  |  |  |  |  |  |  |  |
| MS juniorů              | úč. | —   | —   |     |    |    |     |     |     |     |    |  |  |  |  |  |  |  |  |  |  |  |  |